# Battaglia di Waterberg
La battaglia di Waterberg (in tedesco: Schlacht am Waterberg) ebbe luogo l'11 agosto 1904 sull'altopiano del Waterberg, nella colonia dell'Africa Tedesca del Sud-Ovest (l'odierna Namibia) e fu lo scontro decisivo che risolse le guerre herero.

## Gli eserciti

Disposizione iniziale degli Herero e dei Tedeschi

Le Schutztruppe (le forze coloniali tedesche) erano sotto il comando del colonnello generale Lothar von Trotha e contavano circa 2000 uomini, armati con 1625 fucili moderni, 30 pezzi di artiglieria e 14 mitragliatrici.
Gli Herero erano sotto il comando di Samuel Maharero e contavano un numero di guerrieri che va dai 3550 ai 6000 uomini con le famiglie al seguito. Il numero totale degli Herero nell'area era di circa 50000 persone. Gran parte dei guerrieri Herero erano armati di fucili, mentre il resto combatteva con le tradizionali armi chiamate kirri.

## La battaglia

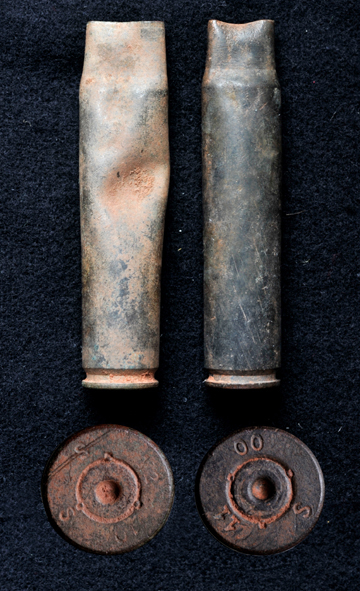
Due bossoli dal campo di battaglia di Waterberg ritrovati nell'ottobre 2012

Gli Herero godevano di un vantaggio numerico di 3 a 1, e conoscevano il campo di battaglia. Essi controllavano gran parte dell'area circostante: si erano disposti lungo il fiume, tra gli altopiani e i guadi. 
Vedendo che una completa vittoria non era possibile, von Trotha disegnò un piano di battaglia che intendeva spingere gli Herero fuori della Namibia, controllata dalla Germania, verso l'interno del deserto di Omaheke.
Lothar von Trotha divise le sue forze in sei unità che avrebbero attaccato da più direzioni.
Il combattimento fu feroce e ci furono considerevoli perdite da entrambe le parti. Durante la notte le truppe germaniche sottrassero agli Herero ogni approvvigionamento d'acqua, insieme al bestiame. Senza acqua e bestiame, i restanti Herero non furono in grado di radunarsi, e si ritirarono nel deserto di Omaheke.

## Conseguenze
La ritirata si rivelò  per gli Herero l'errore strategico decisivo che avrebbe portato allo sterminio quasi completo del loro popolo. Molti rifugiati morirono di sete e di stenti durante il viaggio nel deserto. Le pattuglie germaniche in seguito trovarono numerosi scheletri in alcune fosse scavate nel vano tentativo di trovare dell'acqua.
Samuel Maharero e circa 1000 dei suoi uomini riuscirono ad attraversare il deserto del Kalahari e a raggiungere il Bechuanaland. I britannici offrirono agli Herero asilo a condizione di non continuare la rivolta in territorio britannico.
Il luogo della battaglia è oggi all'interno del parco della Pianura di Waterberg. Un cimitero militare si trova nel campo dove sono sepolti i soldati tedeschi che morirono nella battaglia.